# Latrun
Latrun ( em hebraico: לטרון  , Latrun ; em árabe: اللطرون   ( al-Latrun ) é um topo de colina estratégico no saliente de Latrun, no Vale de Ayalon. Tem vista para a estrada entre Tel Aviv e Jerusalém, 25 quilômetros a oeste de Jerusalém e 14 quilômetros a sudeste de Ramla. Foi palco de combates ferozes durante a guerra de 1948. Durante o período de 1949 a 1967, foi ocupada pela Jordânia, à beira de uma terra de ninguém entre as linhas de armistício. Na guerra de 1967, foi ocupada por Israel.
O topo da colina inclui a Abadia de Latrun, o Mini Israel (um parque com maquetes de edifícios históricos de Israel), o Centro Internacional para o Estudo da Migração de Aves (ICSBM), o memorial Yad La-Shiryon, em homenagem aos soldados do Corpo Blindado mortos em combate, e o museu de tanques. O Neve Shalom (Oásis da Paz) é uma comunidade mista israelense-palestina no topo de uma colina ao sul de Latrun. O Parque Canadá fica próximo, a leste.

## Etimologia
O nome Latrun é derivado das ruínas de um castelo medieval dos cruzados. Existem duas teorias sobre a origem do nome. Uma é que é uma corruptela do francês antigo La toron des chevaliers, ou do castelhano La torón de los caballeros (O Castelo dos Cavaleiros), assim chamado pelos Cavaleiros Templários, ou por seu fundador castelhano, Rodrigo Gonzales de Lara. A outra é que é do latim, Domus boni Latronis (A Casa do Bom Ladrão),  um nome dado pelos peregrinos cristãos do século XIV em homenagem ao ladrão arrependido que foi crucificado pelos romanos ao lado de Jesus (Lucas 23:40–43). 

## História

### Na Bíblia Hebraica
Na Bíblia Hebraica, o Vale de Ayalon foi o local de uma batalha na qual os israelitas, liderados por Josué, derrotaram os amorreus (Josué 10:1–11). 

### Período helenístico
Mais tarde, Judas Macabeu estabeleceu seu acampamento aqui em preparação para a batalha com os gregos selêucidas, que invadiram a Judeia e estavam acampados em Emaús; este local é hoje identificado por arqueólogos como Hurvat Eked. De acordo com o Livro dos Macabeus, Judas Macabeu soube que os gregos estavam planejando marchar sobre sua posição e emboscou os invasores com sucesso. A vitória judaica no que mais tarde foi chamada de Batalha de Emaús levou a uma maior autonomia judaica sob o domínio hasmoneu no século seguinte.

### Período cruzado

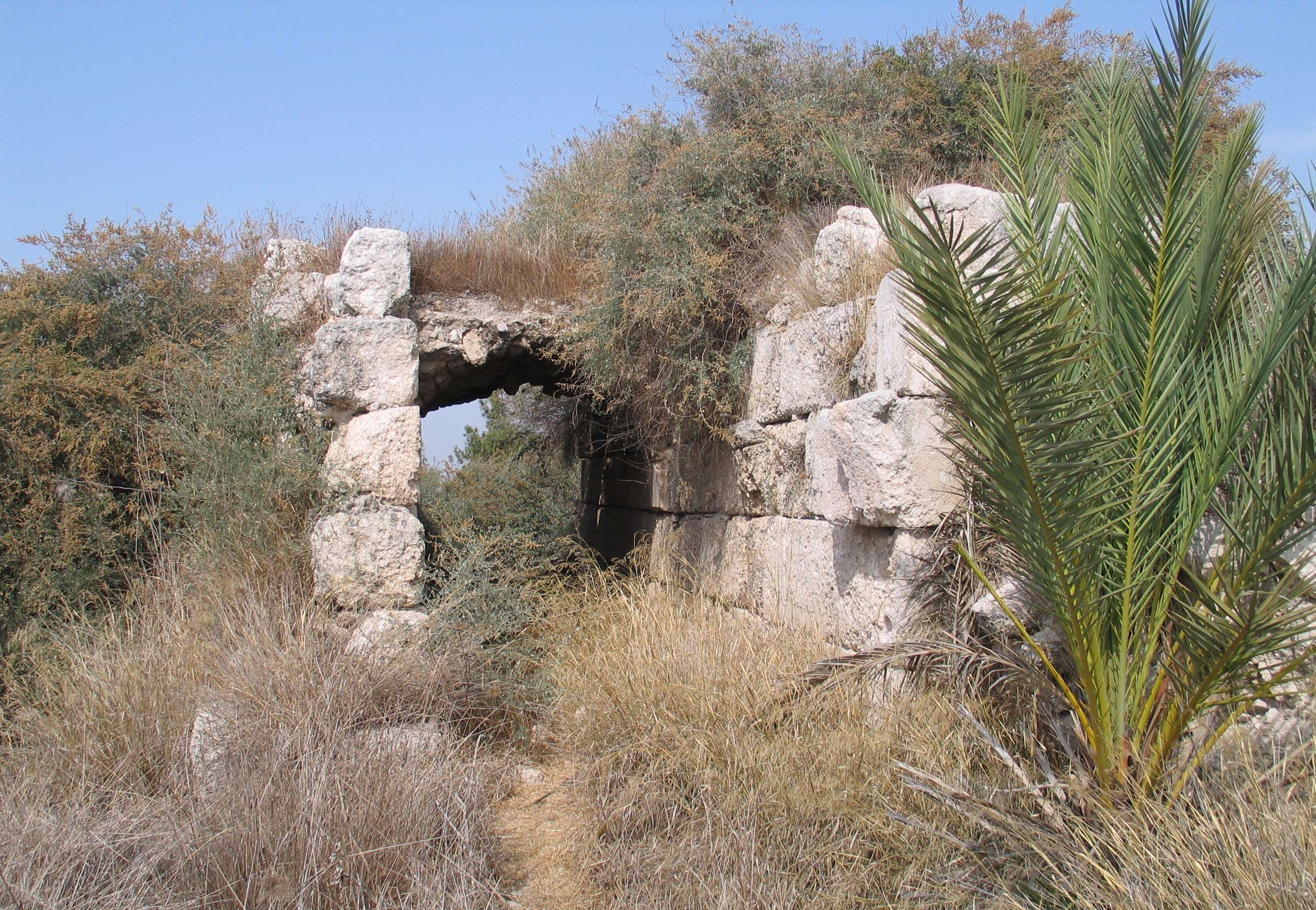
Ruínas do castelo dos cruzados em Latrun.

Pouco resta do castelo, que teria sido construído na década de 1130 por um nobre castelhano, Rodrigo González de Lara,  que mais tarde o doou aos Templários. A torre principal foi posteriormente cercada por um recinto retangular com câmaras abobadadas. Este, por sua vez, era fechado por um pátio externo, do qual uma torre sobrevive.   

### Período otomano

#### Aldeia
Walid Khalidi, em seu livro All That Remains, descreve al-Latrun como uma pequena vila fundada no final do século XIX por moradores da vizinha Emaús.
Em 1883, o Levantamento da Palestina Ocidental (em inglês:  Survey of Western Palestine, SWP), do PEF, descreveu Latrun como algumas cabanas de adobe entre as ruínas de uma fortaleza medieval. 

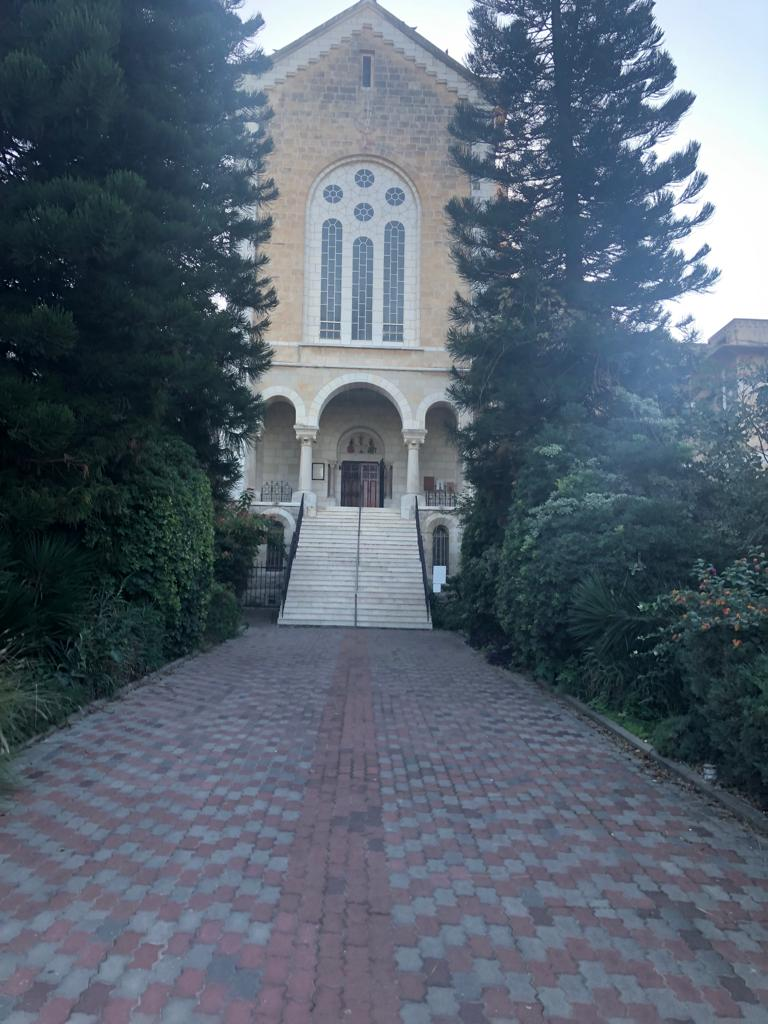
Do lado de fora do Mosteiro Trapista de Latrun em Jerusalém.

#### Mosteiro trapista
Em dezembro de 1890, um mosteiro foi estabelecido em Latrun por monges franceses, alemães e flamengos da ordem trapista, da Abadia de Sept-Fons, na França, a pedido de Monsenhor Poyet, do Patriarcado Latino de Jerusalém. O mosteiro é dedicado a Nossa Senhora das Sete Dores. A liturgia é em francês. Os monges compraram o "Maccabee Hotel", anteriormente chamado de "The Howard", dos irmãos Batato, juntamente com duzentos hectares de terra, e fundaram a comunidade em um prédio que ainda permanece no domínio monástico. O antigo complexo do mosteiro foi construído entre 1891 e 1897. Em 1909 recebeu o estatuto de priorado e o de abadia em 1937. A comunidade foi expulsa pelos turcos otomanos entre 1914-1918 e os edifícios foram saqueados, tendo sido construído um novo mosteiro durante as três décadas seguintes.
Os monges estabeleceram um vinhedo utilizando o conhecimento adquirido na França e os conselhos de um especialista empregado pelo Barão Edmond James de Rothschild, da Vinícola Carmel-Mizrahi. Hoje, eles produzem uma grande variedade de vinhos que são vendidos na loja da Abadia e em outros locais.

### Mandato Britânico
No censo de 1922 da Palestina, conduzido pelas autoridades do Mandato Britânico, Latrun tinha uma população de 59, todos muçulmanos. Além disso, Dair Latrun ("O mosteiro de Latrun") tinha uma população de 37 homens cristãos.  No censo de 1931, eles foram contados juntos, e Latrun tinha uma população de 120; 76 muçulmanos e 44 cristãos, em um total de 16 "casas". 

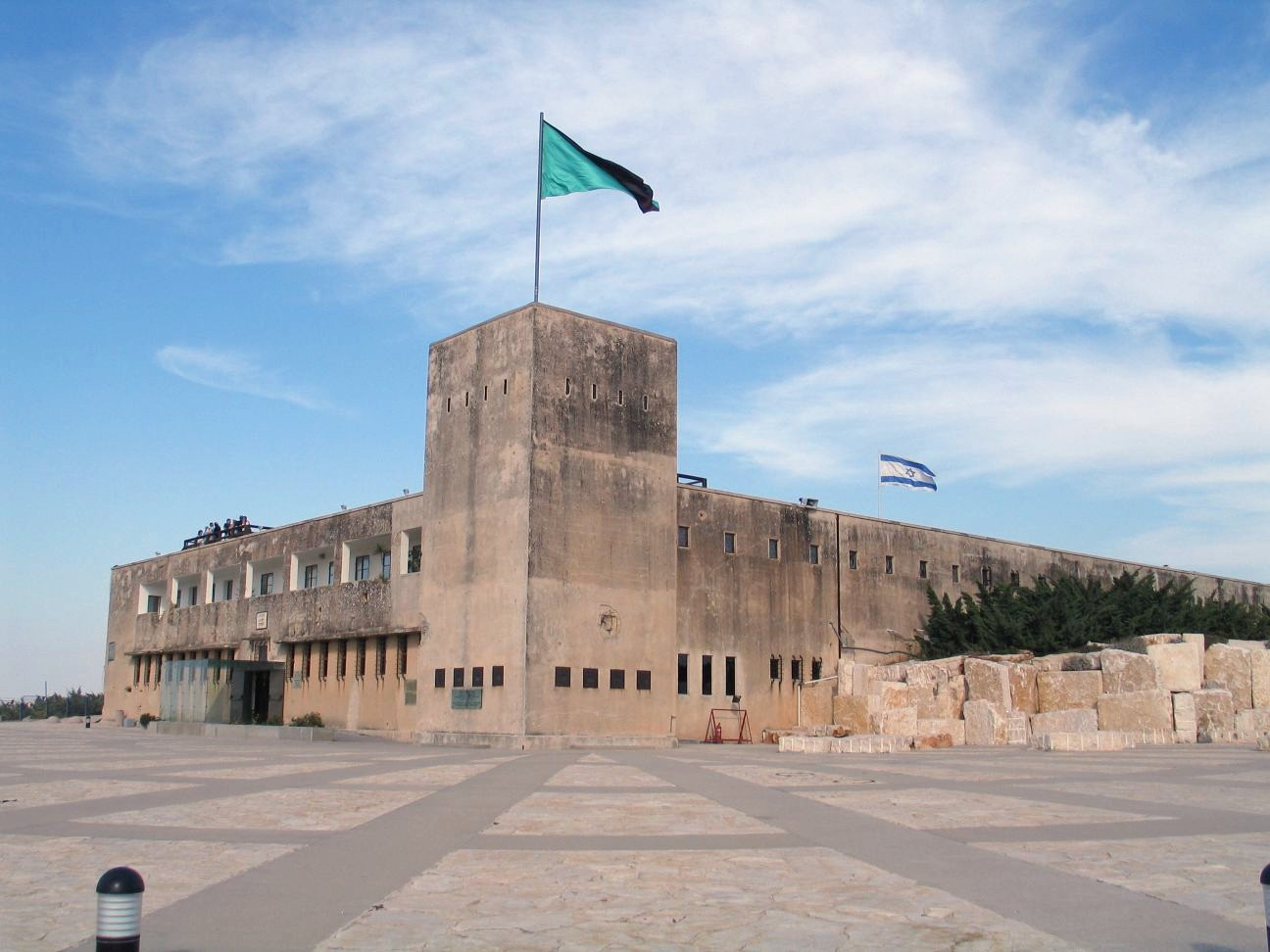
O forte policial Tegart.

Durante a Primeira Guerra Mundial, o mosteiro sofreu danos significativos. Latrun e seus arredores viram pesados combates durante a campanha do Sinai e Palestina, uma ofensiva lançada no outono de 1917 pelas potências da Entente contra o Império Otomano e seus aliados. Os móveis internos do mosteiro, bem como todas as suas janelas e portas, foram saqueados ou destruídos como resultado do conflito. Após a guerra, um novo mosteiro foi construído em Latrun em 1926, e a cripta foi concluída em 1933. No entanto, a igreja foi novamente danificada durante a Guerra Árabe-Israelense de 1948 e exigiu mais restauração. Este trabalho foi concluído, e a igreja oficialmente consagrada, em 21 de novembro de 1953. O mosteiro foi projetado pelo primeiro abade da comunidade, Dom Paul Couvreur, e é um exemplo da arquitetura cisterciense. Muitos dos vitrais foram produzidos por um monge da comunidade.
Um Juniorato, uma escola para jovens rapazes, funcionou de 1931 a 1963 e proporcionou muitas vocações para a comunidade, especialmente de monges libaneses.
Após a Revolta Árabe de 1936-39, as autoridades britânicas construíram uma série de fortes policiais (chamados fortes Tegart em homenagem ao seu projetista) em vários locais; Latrun foi escolhido devido à sua importância estratégica, particularmente sua posição dominante acima da estrada Tel-Aviv-Jerusalém. Muitos membros do Yishuv que resistiram à administração britânica foram presos em um campo de detenção em Latrun. Moshe Sharett, mais tarde o segundo primeiro-ministro de Israel, e vários outros membros do Comitê Executivo da Agência Judaica, foram mantidos em Latrun por vários meses em 1946.
De acordo com as estatísticas de 1945, a população da vila de Latrun havia crescido para 190 cristãos,  com um total de 8.376 dunams de terra.  Destes, um total de 6.705 dunams foram usados para cereais, 439 dunams foram irrigados ou usados para pomares, 7 para frutas cítricas e bananas,  enquanto 4 dunams foram classificados como áreas públicas construídas. 

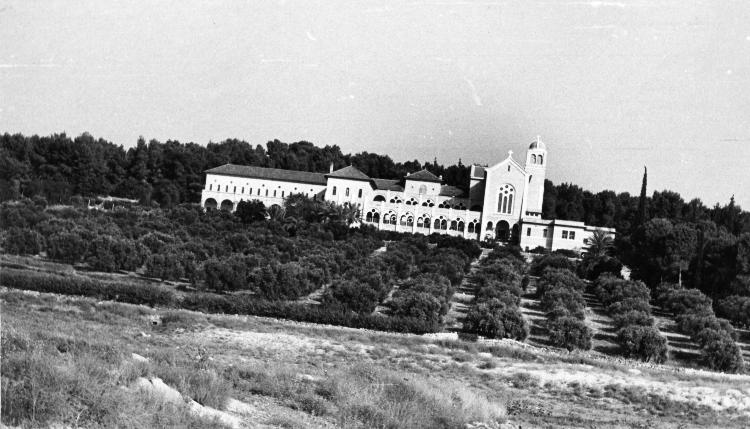
Mosteiro de Latrun em 1948.

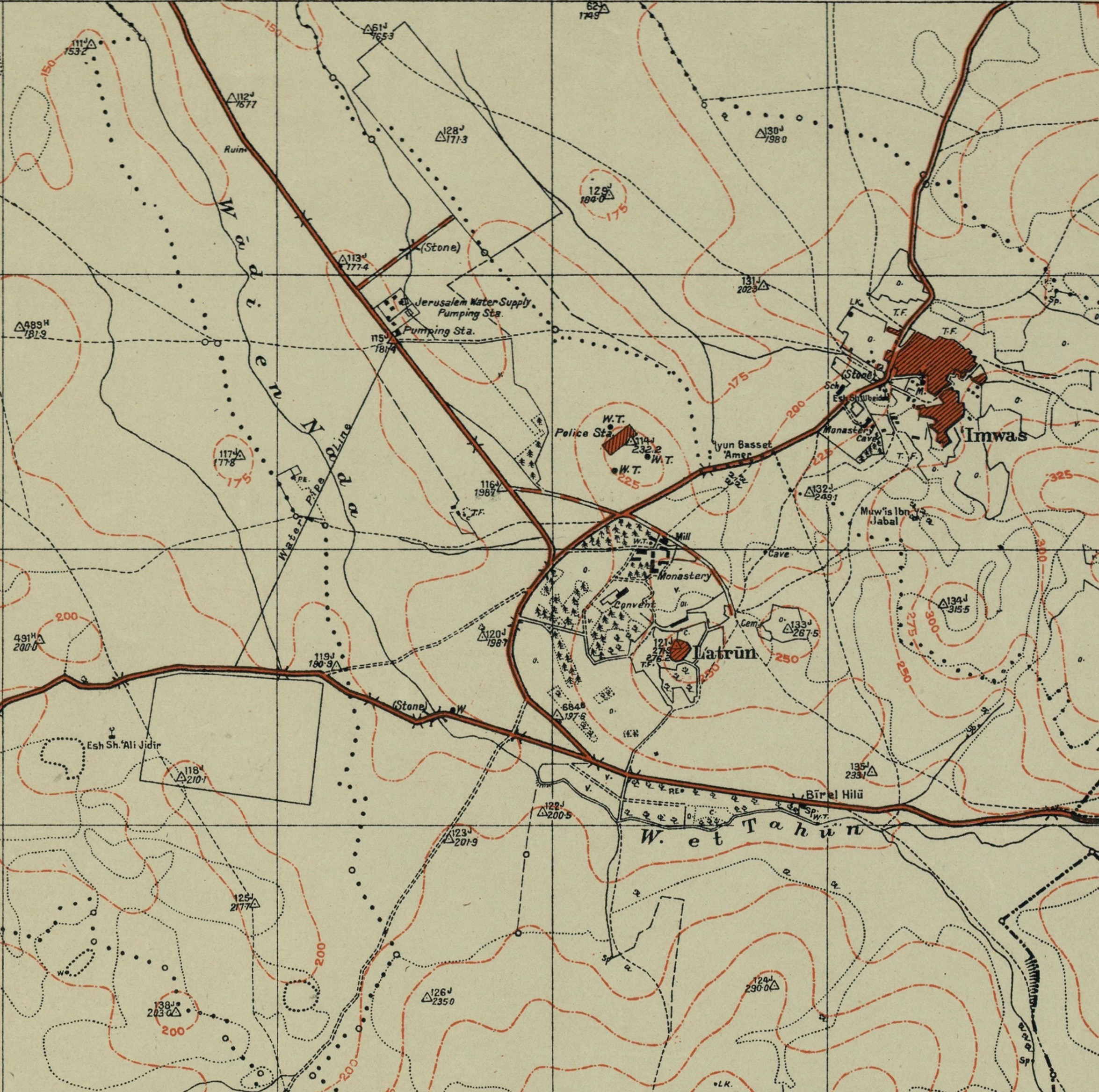
Latrun em 1942, mapa em 1:20.000.

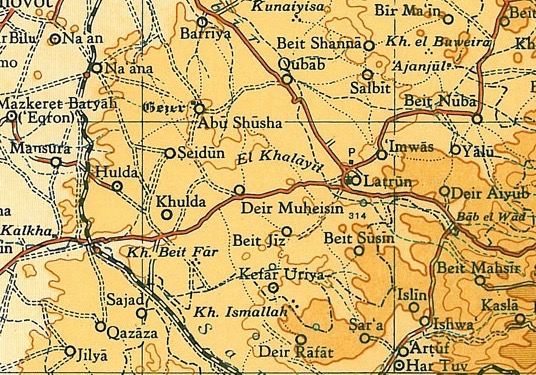
Latrun em 1945, mapa em 1:250.000.

### Guerras árabe-israelenses de 1948 e 1967

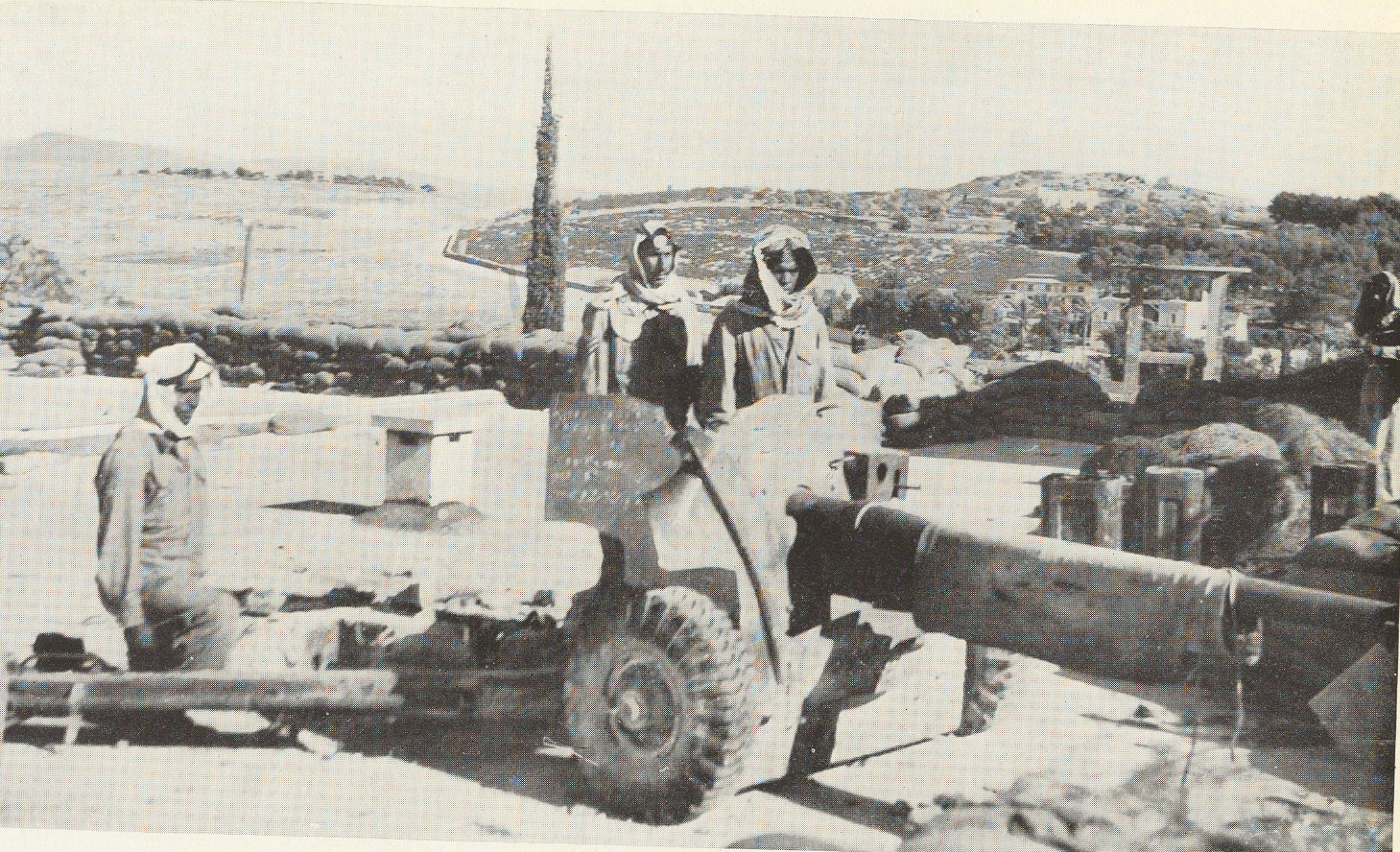
Artilheiros da Legião Árabe no telhado da delegacia de polícia de Latrun, 1948

A estrada da planície costeira para Jerusalém foi bloqueada depois que os britânicos se retiraram e entregaram o forte de Latrun à Legião Árabe da Jordânia. Os legionários árabes usaram o forte para bombardear veículos israelenses que viajavam na estrada abaixo, efetivamente impondo um cerco militar a Jerusalém e aos residentes judeus lá, apesar do plano das Nações Unidas ser manter Jerusalém como uma zona internacional sem que Jordânia, Israel ou o Comitê Árabe Superior Palestino tivessem soberania sobre ela.
Em 24 de maio de 1948, dez dias após a Declaração de Independência de Israel pela Resolução 181 da Assembleia Geral das Nações Unidas e os ataques árabes contra Israel que se seguiram, o forte da Legião Jordaniana foi atacado por forças combinadas da recém-criada 7ª Brigada Blindada de Israel e um batalhão da Brigada Alexandroni. Ariel Sharon, então comandante de pelotão, foi ferido em Latrun junto com muitos de seus soldados. O ataque, codinome Operação Bin Nun Alef (24–25 de maio), não teve sucesso, sofrendo pesadas baixas. Em 31 de maio de 1948, um segundo ataque contra o forte, codinome Operação Bin Nun Bet, também falhou, embora as defesas externas tivessem sido rompidas.
Muitos dos combatentes israelitas eram jovens sobreviventes do Holocausto que tinham acabado de chegar ao país e tinham formação militar mínima.

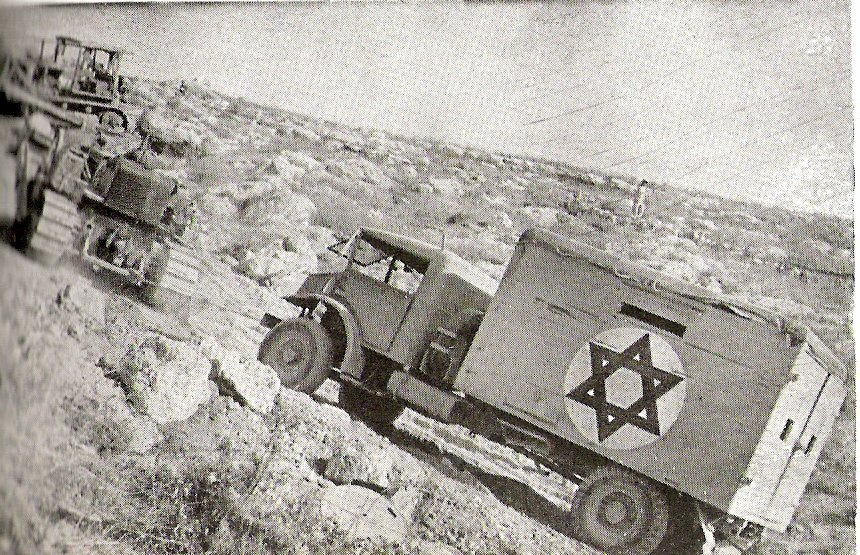
Uma escavadeira reboca um caminhão na "Estrada da Birmânia" em direção a Jerusalém, em junho de 1948.

Para contornar a estrada bloqueada, uma estrada camuflada improvisada através das montanhas aparentemente intransitáveis em direção a Jerusalém foi construída sob o comando de Mickey Marcus. Esta estrada contornava as principais rotas ignoradas por Latrun e foi chamada de Estrada da Birmânia em homenagem à sua linha de suprimentos de emergência homônima entre Kunming (China) e Lashio (Birmânia), improvisada pelos Aliados na Segunda Guerra Mundial. Em 10 de junho de 1948, a estrada estava totalmente operacional, pondo fim ao bloqueio árabe de um mês. 
Em 2 de agosto, a Comissão de Trégua chamou a atenção do Conselho de Segurança para a recusa dos árabes em permitir que suprimentos de água e alimentos chegassem à Jerusalém Ocidental judaica. Após muitas negociações, foi acordado que comboios das Nações Unidas transportariam suprimentos, mas os comboios frequentemente eram alvo de tiros de atiradores de elite. No final de agosto, a situação melhorou. A destruição da estação de bombeamento de Latrun impossibilitou o fluxo de água em quantidades adequadas para Jerusalém Ocidental, mas os israelenses construíram uma tubulação auxiliar de água de pequena capacidade ao longo da "Estrada da Birmânia", que fornecia uma quantidade mínima de água.
Após a Operação Dani, as forças israelitas anteciparam um contra-ataque jordaniano,  possivelmente de Latrun, mas o rei Abdullah permaneceu dentro dos limites do acordo tácito feito com a Agência Judaica e manteve as suas tropas em Latrun. 
Nos Acordos de Armistício de 1949, o forte permaneceu como uma saliência sob controle jordaniano, que por sua vez era cercado por um perímetro de terra de ninguém. Segundo o acordo de cessar-fogo, a Jordânia não deveria atrapalhar os viajantes israelenses que utilizassem essa estrada; na prática, os constantes ataques de snipers levaram Israel a construir uma estrada de contorno ao redor da saliência.
Na Guerra dos Seis Dias de 1967, Latrun foi capturada pelas Forças de Defesa de Israel (FDI), e a estrada principal para Jerusalém foi reaberta e tornou-se segura para viagens.

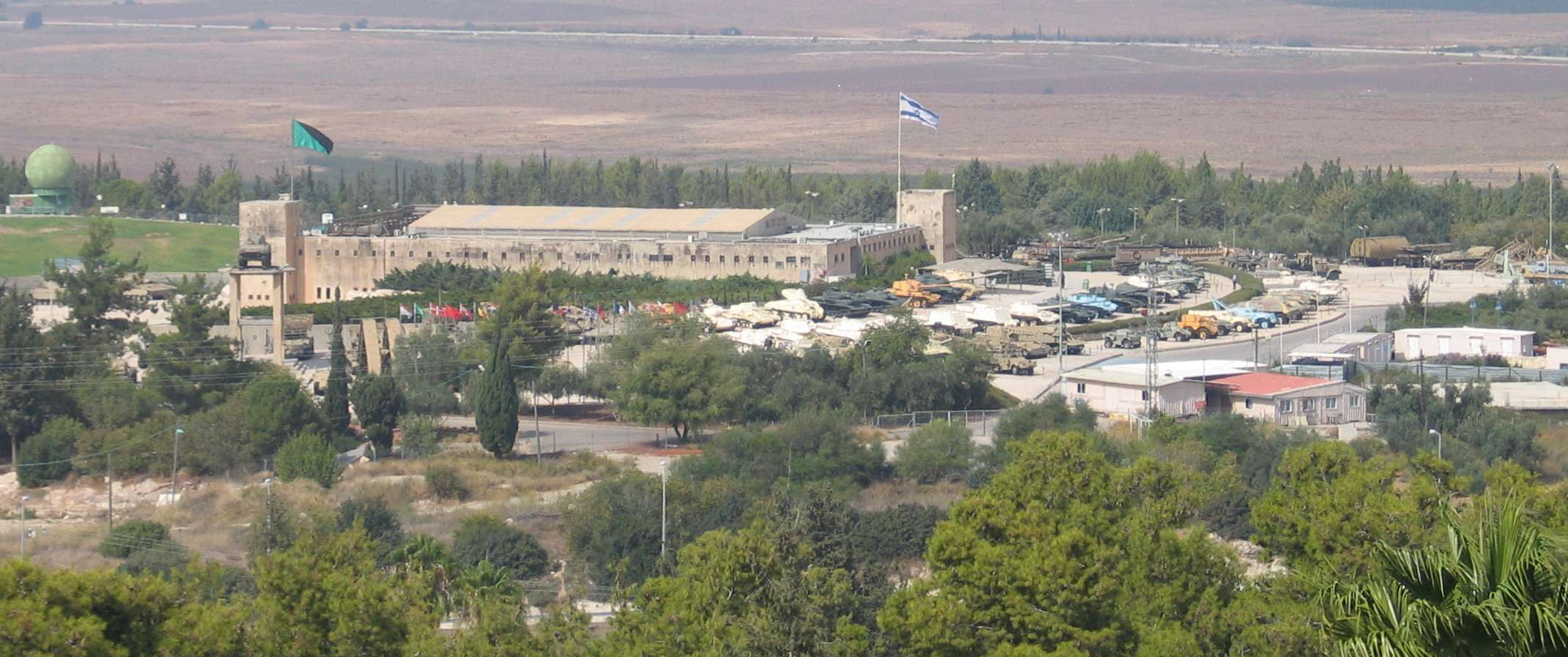
O Museu de Yad La-Shiryon.

A vila de Latrun, nosso primeiro objetivo, foi construída em torno das ruínas de um antigo castelo cruzado no topo de uma colina com vista para a estrada de Jerusalém. Na encosta sul, os olivais se estendiam pela estrada, enquanto na base da encosta oeste ficava um grande mosteiro trapista.

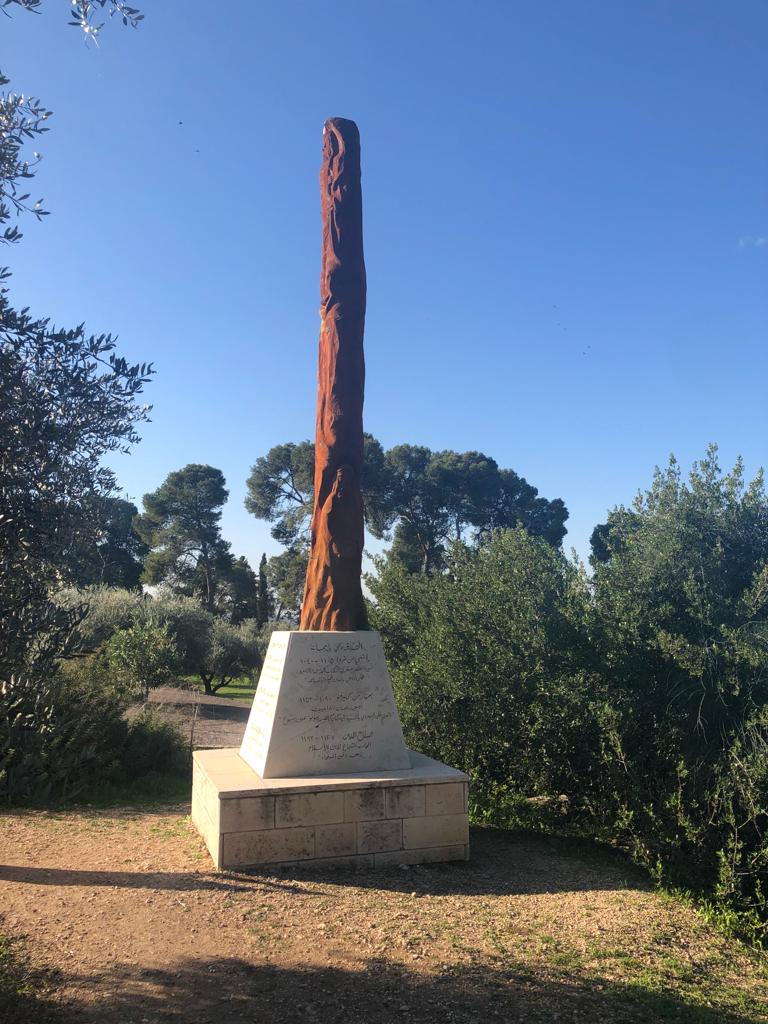
Obra de arte do lado de fora do Mosteiro Trapista de Latrun, em Jerusalém.

### Desde a Guerra dos Seis Dias
A comunidade monástica de Latrun permitiu duas comunidades, Neve Shalom/Wahat as-Salam e uma afiliada da Jesus-Bruderschaft, a ser estabelecido em suas terras. O forte Tegart tornou-se o memorial Yad La-Shiryon para os soldados caídos do Corpo Blindado Israelense e um museu foi estabelecido lá.